# Orde van de Glorie van de Arbeid (Sovjet-Unie)
De Orde van de Glorie van de Arbeid (Russisch: Орден Трудовой Славы, Orden Troedovoj Slavy) was een op 18 januari, 1974
door het Presidium van de Opperste Sovjet ingestelde orde van verdienste. De orde behoort qua type tot de typische socialistische orden. Er zijn geen ridders maar alleen dragers met sterren in drie graden en het versiersel is bewust niet als kruis uitgevoerd. De orde is de civiele evenknie van de aan militairen toegekende Orde van de Glorie.
Binnen het decoratiestelsel van de Sovjet-Unie was het Ereteken van de Sovjet-Unie hoger in rang. Men verleende de orde voor verdiensten als arbeider of ambtenaar maar ook door verdienste voor kunst, literatuur en wetenschap kwam voor deze orde in aanmerking. De orde werd ook aan fabrieken en instellingen toegekend.
Het Presidium van de Opperste Sovjet onderscheidde in de zeventien jaar voordat de orde mét de Sovjet-Unie werd opgeheven meer dan zevenhonderdduizend Sovjet-burgers met deze orde. De Eerste Klasse is zeldzaam, daarmee werden maar 952 mensen gedecoreerd. De Tweede Klasse kende meer dan vijftigduizend dragers en het aantal dragers van de Derde Klasse wordt op zeshonderdvijftigduizend geschat.
Men moest de Derde Klasse dragen voordat men tot de Tweede Klasse kon worden bevorderd. De Eerste Klasse kon alleen aan dragers van de Tweede Klasse worden toegekend. De dragers kregen recht op bijzondere voorrechten zoals gratis openbaar vervoer in de stadsbussen en metro's en een verhoging van het pensioen met 15%. Op 21 december 1991 werd voor het laatst een Orde van de Glorie van de Arbeid uitgereikt.
Behalve arbeiders in de industrie werden na 1983 ook werknemers in de boerenbedrijven gedecoreerd. Na 1981 werd de orde ook aan leraren en pedagogen toegekend.
Dragers van alle drie de klassen hadden recht op prioriteit bij het onderhoud van hun huurwoningen, eenmaal per jaar mochten zij gratis per schip of trein met de Ie klas reizen en er waren gratis kaartjes voor voorstellingen in theaters. De dragers kregen voorrang bij het boeken van vakanties en bezoeken aan sanatoria.
De productie van goederen en voedsel verliep in de Sovjet-Unie moeizaam. Eigen initiatief werd nauwelijks beloond en de salarissen waren voor iedereen min of meer gelijk. De mentaliteit van de arbeiders werd geschetst met de woorden "als jullie doen alsof je ons betaalt, doen wij alsof we werken". Veel mensen waren dronken op de werkvloer en veel kostbare grondstoffen en energie ging verloren. Om toch prikkels te geven om vlijtig en secuur te werken verleenden de autoriteiten orden als deze.
De orde werd toegekend voor:
- het systematisch overtreffen van de productienorm
- het bereiken van een hoge productiviteit,
- de productie van producten van hoge kwaliteit
- het verlaging van de arbeidskosten;
- innovatie in het werk,
- waardevolle uitvindingen en voorstellen voor rationalisatie van productie,
- actief deelnemen aan de ontwikkeling en het in gebruik nemen van nieuwe technieken en voortschrijdende technologie;
- het verhogen van de opbrengst van de gewassen en de productiviteit van de dieren op de boerderijen;
- verbetering van de kwaliteit van productie-installaties, culturele en welzijnsvoorzieningen, woningen en de tijdige introductie in werking;
- verbetering van de kwaliteit van de woningbouw
- succes bij het opleiden van jonge werknemers in de industrie en collectieve boeren op de staatsboerderijen;
- succes in het onderwijs en bij de opvoeding van kinderen en tieners.

Het beleid waarbij eerbewijzen en privileges werden gegeven in ruil voor toegewijd werk heeft gefaald. Aan het einde van de 20e eeuw waren landbouw en industrie van de Sovjet-Unie in een diepe crisis geraakt.
Het door de schilder JM Egorov ontworpen versiersel van de orde is een aan een vijfhoekig opgemaakt lint op de linkerborst gedragen zilveren schild. Afhankelijk van de graad is de achtergrond van de in reliëf afgebeelde hoogoven rood, blauw of niet geëmailleerd. Op de versiersel van de Eerste Klasse zijn de afgebeelde hamer en sikkel verguld. De tekst op het tandwiel rond het medaillon luidt "ТРУДОВАЯ СЛАВА" wat "Glorieuze arbeid" betekent. De achterzijde is hol en onbewerkt.

## De drie verschillende linten
| Eerste Klasse | Tweede Klasse | Derde Klasse |
| ------------- | ------------- | ------------ |
|               |               |              |